# 少鱗澳小鱂
少鱗澳小鱂，為輻鰭魚綱鯉齒目鰕鱂亞目溪鱂科的其中一種，為熱帶淡水魚，分布於南美洲巴西Vacacaí、Jacuí河及dos Patos湖流域，體長可達3.4公分，棲息在植被生長的底中層水域，生活習性不明。
其种加词“paucisquama”意为“少鱗的”。